# Excalibur 2555 A.D.
Excalibur 2555 A.D. est un jeu vidéo développé par Tempest Software et sorti le 25 octobre 1997 aux États-Unis sur PC et PlayStation. De type action-aventure dans la lignée de Tomb Raider, il adapte la légende d'Excalibur en proposant au joueur d'incarner la fille de Merlin dans un univers de science-fiction situé dans un futur proche. Le jeu reçoit globalement des avis négatifs, IGN le notant 3/10, Game Revolution D+ (soit 3/12) et GameSpot 3,9 sur 10.